# KkStB-Tenderreihe 38
Die kkStB-Tenderreihe 38 war eine Schlepptenderreihe der kkStB, deren Tender ursprünglich von der StEG stammten.
Die StEG beschaffte diese Tender 1890 bis 1900 bei der eigenen Fabrik für ihre Lokomotiven der Reihen Vn (später StEG 43, kkStB 75) und Vg (später StEG 44, kkStB 175).
Nach der Verstaatlichung reihte die kkStB die Tender als Reihe 38 ein.
Sie blieben immer mit den Maschinen der StEG gekuppelt.